# أحمد محمد حسن
أحمد محمد حسن هو سياسي جيبوتي، ولد في 1945. حزبياً، نشط في التجمع الشعبي من أجل التقدم. وقد انتخب عضو البرلمان الأفريقي وانتخب عضو الجمعية الوطنية في جيبوتي.